# 더 버블
《더 버블》(영어: The Bubble)은 2022년 공개된 미국의 코미디 영화로, 저드 애퍼타우가 감독과 공동 각본을 맡았다.

## 줄거리
코로나19 범유행 와중에 호화로운 영국 호텔에서 인기 프랜차이즈 영화의 여섯 번째 작품 촬영이 시작된다.  

## 출연
- 캐런 길런 - 캐럴 코브 역
- 페드로 파스칼 - 디터 브라보 역
- 프레드 아미슨 - 대런 아이건 역
- 아이리스 애퍼타우 - 크리스털 크리스 역
- 레슬리 맨 - 로런 밴챈스 역
- 데이비드 듀코브니 - 더스틴 멀레이 역
- 키건마이클 키 - 숀 녹스 역
- 거스 칸 - 하우이 프랑고폴러스 역
- 피터 세러피너위치 - 개빈 역
- 마리야 바칼로바 - 애니카 역
- 샘슨 케이오 - 볼라 역
- 존 시나 - 스티브 역
- 케이트 매키넌 - 폴라 역
- 존 리스고 - 톰 역
- 마리아 뱀퍼드 - 크리스털의 어머니 역
- 롭 딜레이니 - 마티, 캐럴의 에이전트 역
- 제임스 매커보이 - 본인 역
- 벡 - 본인 역
- 데이지 리들리 - 케이트 역